# Silver Spoon
Silver Spoon (яп. 銀の匙 Гин но садзи, рус. Серебряная ложка) — сёнэн-манга, написанная и проиллюстрированная Хирому Аракавой, автором манги «Стальной алхимик». Её выпуск начался в 19-м выпуске еженедельного журнала Weekly Shonen Sunday с 6 апреля 2011 года.

## История создания и сюжет
Своё детство Аракава провела на молочной ферме вместе с родителями и пятью сёстрами. Эта часть её жизни во многом и легла в основу её новой работы.

## Персонажи
Хатикэн Юго (яп. 八軒 勇吾) — городской житель и выпускник элитной частной академии в Саппоро. Но вместо того, чтобы завершить обучение в престижной старшей школе, он поступает в сельскохозяйственную школу, расположенную на Хоккайдо. Поселившись в общежитии, он надеялся с лёгкостью обойти своих не столь продвинутых однокурсников. Однако эта школа оказалась совсем не такой, как он ожидал. В первую очередь здесь ценятся не знания, а умение работать руками, да и все остальные студенты, выросшие в деревне, обладают куда большими познаниями в области земледелия и животноводства. Более того, в школе отсутствуют гуманитарные кружки, и даже наш далёкий от физкультуры герой вынужден вступить в спортивную секцию.
Среди своих однокурсников, которые с детства были приучены к жизни на ферме, Хатикэн Юго, не имеющий никакого отношения к сельскому хозяйству, смотрится совершенно не к месту. И его однокурсникам кажется странным, что он поступил именно в Эдзо, где каждый день приходится вставать в пять утра и выполнять тяжёлую работу. Но о самом себе Юго говорит мало и неохотно. На вопрос, почему он решил поступить именно в Эдзо, тот отвечает, что из-за комнаты в общежитии. Сэйю: Рёхэй Кимура
Аки Микагэ (яп. 御影 アキ) — первокурсница, состоящая в Клубе Верховой езды. Она обожает лошадей. Как единственный ребёнок в семье она поступает в Эдзо, чтобы в дальнейшем продолжить семейное дело. Сэйю: Мариэ Миякэ
Маюми Ёсино (яп. 吉野 まゆみ) — одноклассница главного героя, её семья владеет молочной фермой, а сама она мечтает о собственной сырной фабрике. Сэйю: Идзава Сиори 
Итиро Комаба (яп. 駒場 一郎) — друг Юго, мечтающий стать бейсболистом и заработать этим денег для помощи молочной ферме своей семьи.  Сэйю: Сакурай Тору  
Синносукэ Айкава (яп. 相川進之介) — юноша, мечтающий стать ветеринаром. Теряет сознание при виде крови.  Сэйю: Симадзаки Нобунага
Тамако Инада (яп. 稲田 多摩子) — первокурсница, которая занимается бухгалтерским учётом. Очень прямолинейна.  Сэйю: Такагаки Аяхи
Кэйдзи Токива (яп. 常盤 恵次) — друг главного героя, его семья владеет птицефермой. Постоянно попадает в неприятности из-за своей торопливости.  Сэйю: Сёдзи Масаюки  
Хадзимэ Нисикава (яп. 西川一) — друг главного героя, отаку. Часто даёт полезные советы и многое знает о сельском хозяйстве и экономике.  Сэйю: Таканаси Кэнго  
Аямэ Минамикудзё (яп. 南九条 あやめ) — аристократка с огромным сельскохозяйственным состоянием. Соперница Аки. Сэйю: Яхаги Саюри
Таро Бэппу (яп. 別府 太) — сосед по комнате Юго, часто помогает ему с учёбой.  Сэйю: Кобуси Нобуюки 
Синго Хатикэн (яп. 八軒 慎吾) — старший брат Юго. Поступил в Токийский университет, но вскоре бросивший его ради своей мечты стать поваром.  Сэйю: Кониси Кацуюки

## Продажи и популярность
С выхода первого тома манга пользуется популярностью у читателей и получает хвалебную критику. «Серебряная ложка» стала самой продаваемой мангой издательства Shogakukan на 2012 год. Четвёртый том был выпущен в продажу тиражом в 1 миллион копий (танкобонов). Лишь несколько наименований манги, такие как «One Piece. Большой куш» и «Наруто» могут похвастаться таким достижением. Для Хирому Аракавы это вторая манга, после «Стального алхимика», чьи первые тиражи достигли данной отметки.

## Награды
В 2012 году манга получила 5-ю премию Манга тайсё, а в 2013 году 58-ю премию манги Shogakukan в категории «сёнэн».